# Борис Гройс
Борис Ефимович Гройс (р. 19 март 1947) е руски изкуствовед, философ, писател, публицист. Професор по философия, теория на изкуството и медиазнание във Висшето училище по дизайн в Карлсруе (на немски: Staatliche Hochschule für Gestaltung Karlsruhe), професор по славистика в Нюйоркския университет.

## Биография
Роден е в Източен Берлин в семейството на съветски технически специалист. Завършва математическа логика в Математико-механичния факултет на Ленинградския държавен университет (1965 – 1971) Научен сътрудник в различни ленинградски научни институти (1971 – 1976).
Научен сътрудник в катедрата по структурна и приложна лингвистика на Московския държавен университет (1976 – 1981). Публикува статии по културология, философия и теория на изкуството в самиздатските списания „Часы“ и „Обводной канал“. От 1977 г. негови текстове излизат в т. нар. „тамиздат“. Член на редколегията на списание „37“ (1980 – 1981).
Емигрира във ФРГ през декември 1981 г. Живее в Мюнхен, след това в Кьолн. Един от основателите на религиозно-философското списание „Беседа“ (1983).
Носител на различни научни стипендии в Германия (1982 – 1985). Автор на свободна практика в Кьолн (1986 – 1987).
Професор по славистика и история на изкуството в Университета на Южна Калифорния, Лос Анджелис, САЩ (зимен семестър 1991).
Доктор по философия във Вестфалския университет (1992). Професор по философия, теории на изкуството и медиазнание във Висшето училище по дизайн в Карлсруе (от октомври 1994).
Сътрудник на Международния изследователски център по културология във Виена (на немски: Fellowship des Internationalen Forschungszentrums Kulturwissenschaften (IFK)) (зимен семестър 1996 – 1997). Сътрудник на Художествения музей към Харвардския университет (март-април 1997) (на английски: Fellowship, Harvard University Art Museum)
През 2010 г. подписва отвореното писмо до Президента на Русия в защита на Андрей Ерофеев и Юрий Самодурова.
През 2010 г. е избран за куратор на Руския павилион на 54-тото Венецианско биенале, което се провежда през 2011 г. Борис Гройс избира Русия да бъде представена от Андрей Монастирски и групата „Коллективные действия“.